# Vertumno i Pomona
Vertumno (Vertumnus ili Vortumnus) i Pomona (Metamorfoze 14, 623-697 i 765-771). Italski bog i božica, čuvari vrtova, voćnjaka i zrenja plodova. Vertumno se pokušavao približiti Pomoni u raznim težačkim preoblikama: kao žetelac, govedar itd., ali zaludu. Najposlije joj se prikuči u obličju starice te joj se uze tužiti na vlastite jade. Kad mu ni to ne pođe za rukom, iznenada joj se otkri u pravome liku, kao sjajan i mladolik bog, i Pomona bijaše osvojena. 
Tema je bila omiljena među nizozemskim slikarima 17. st. Uobičajeni prizor prikazuje staricu koja se ozbiljno naginje nad golom božicom, možda joj ruku stavljajući na rame. Pomona redovito sjedi pod stablom s košarom voća ili s rogom obilja uza se. Često ima nož za obrezivanje. Vertumno se zgodimice slika kao mladi bog. Mogu se vidjeti i vitice loze kako se penju uz drvo, jer je to, po Ovidiju, bio jedan od načina uzgoja grožđa. Ali on ideju širi metaforički: drvo je pouzdani (stameni) muž u kojem žena traži potporu. Na slici ona simbolizira Vertumnove osjećaje prema Pomoni.